# Werner Mutschke
Werner Mutschke (geboren 1956 in Koblenz) ist ein deutscher Komponist.

## Leben
Er studierte Komposition an den Musikhochschulen von Düsseldorf, Köln und Saarbrücken und lebt als Organist, Kantor und Komponist in Koblenz. Sein kompositorisches Schaffen umfasst sinfonische Werke, Kammermusiken und geistliche Musik.

## Quelle
- https://www.egge-verlag.de/index.php?option=com_virtuemart&view=productdetails&virtuemart_product_id=8&virtuemart_category_id=16&Itemid=15

| Personendaten    | Personendaten       |
| ---------------- | ------------------- |
| NAME             | Mutschke, Werner    |
| KURZBESCHREIBUNG | deutscher Komponist |
| GEBURTSDATUM     | 1956                |
| GEBURTSORT       | Koblenz             |